# ۸۵۴ (میلادی)
۸۵۴ (میلادی) هشتصد و پنجاه و چهارمین سال تقویم میلادی است.

## درگذشتگان
‎